# Josip Pavičić (književni kritičar)
 Ovo je glavno značenje pojma Josip Pavičić (književni kritičar). Za druga značenja pogledajte Josip Pavičić (književnik).
Josip Pavičić (Bjelovar, 3. ožujka 1944.) hrvatski je novinar, kazališni i književni kritičar, nakladnik.

## Životopis
Josip Pavičić rođen je u Bjelovaru 1944. godine. Osnovnu školu i gimnaziju pohađao je u Bjelovaru a diplomirao je na Filozofskom fakultetu Sveučilišta u Zagrebu, studij južnoslavenskih jezika i književnosti. Završio je i dvogodišnju novinarsku školu u Zagrebu. Kao novinar, kazališni i književni kritičar i jezični kroničar radio je u Studentskom listu (1964. – 68.), Večernjem listu (1968. – 75.), Vjesniku u srijedu (1975. – 78.) i Vjesniku (1978. – 91.). Od 1991. do 1994. godine i od 1997. do 2000. godine bio je lektor hrvatskog jezika na Institutu za prevoditelje i tumače Sveučilišta u Grazu (Austrija), a od 1994. do 1997. radio je kao lektor hrvatskog jezika na Sveučilištu Janusa Pannoniusa u Pečuhu (Mađarska). Član je Hrvatskog novinarskog društva, Matice hrvatske, PEN kluba i Društva hrvatskih književnika (u kojem je od 1989. do 1993. bio potpredsjednik). Za svoje novinske tekstove dva je puta nagrađen nagradom Zlatno pero godine. Stručne radove s područja književnosti i jezika objavljivao je u književnim i jezičnim časopisima u Hrvatskoj i Mađarskoj. Pjesme piše od školskih dana, a objavljivao ih je u novinama, časopisima, zbornicima, počevši od Bjelovarskog lista. Uredio je i pogovorima opremio knjige Veselka Tenžere, Ivana Aralice, Pavla Pavličića, Čede Price i drugih autora. Godine 1993. sa suprugom Elizabetom, ekonomisticom, i kćeri Anom Marijom, profesoricom hrvatskog jezika i književnosti, osnovao je Nakladu Pavičić (prve knjige objavljene su 1994. godine), gdje od početka radi kao glavni urednik. Krajem 2005. godine vratio se je u Večernji list gdje je do kraja 2012. godine bio tjedni kolumnist.
Član je Hrvatskog kulturnog vijeća.

## Djela
- Na zagrebačkoj partizanskoj fronti, (suautor Vlado Stopar), Alfa, Zagreb, 1976.
- Novogovor, sociolingvistički ogledi iz svakodnevnog života jezika, Stvarnost, Zagreb, 1982.
- Hrvatska gibanica, polemike i pamfleti, Znanje, Zagreb, 1986., ISBN 86-313-0045-4
- Dobacivanje pod krinkom, anonimna pisma, Sveučilišna naklada Liber, Zagreb, 1990., ISBN 86-329-0139-7
- Deklaracija o hrvatskome jeziku: s prilozima i Deset teza, (suatori Stjepan Babić, Dalibor Brozović), Matica hrvatska, Zagreb, 1991., ISBN 86-7807-001-3
- Ispod jezika, komentari o jeziku i Hrvatima, Naklada Pavičić, Zagreb, 2001., ISBN 953-6308-25-8
- Roman o romanu Fukara, Naklada Pavičić, Zagreb, 2003., ISBN 953-6308-48-7
- Ponedjeljak ujutro: dnevnik 2005., 2006., 2007., Naklada Pavičić, Zagreb, 2008., ISBN 978-953-6308-75-0
- Bjelovarski list, pjesme i kupleti, Društvo hrvatskih književnika, Zagreb, 2009., ISBN 978-953-278-036-9;
- Ako smo šutjeli, što je ovo?: dnevnik 1973., 1974. 1975., Naklada Pavičić, Zagreb, 2010., ISBN 978-953-6308-84-2
- Kraj novina: dnevnik 1976., 1977., 1978., Naklada Pavičić, Zagreb, 2010., ISBN 978-953-6308-87-3
- Dossier Boričevac, Naklada Pavičić, Zagreb, 2012., ISBN 978-953-6308-91-0[4]
- Gluho kolo: komentari, kritike, glose, polemike i pamfleti s detaljnim imenskim i predmetnim kazalom, Naklada Pavičić, Zagreb, 2015., ISBN 978-953-7949-02-0
- Ste čuli?: gradiščanskohrvatski robijaški kabaret, Naklada Pavičić, Zagreb, 2018., ISBN 978-953-7949-11-2

## Nagrade
- 1972.: Zlatno pero godine, nagrada HND-a.[5]
- 1975.: Zlatno pero godine, nagrada HND-a.[5]

## Vanjske poveznice
- Naklada Pavičić